# Dai Wai Tsun
Dai Wai Tsun (戴伟浚S, Dài WěijùnP; Hong Kong, 25 luglio 1999) è un calciatore hongkonghese naturalizzato cinese, centrocampista dello Shanghai Shenhua.

## Carriera

### Club
Ha giocato nella massima serie cinese.

### Nazionale
Il 27 gennaio 2022 ha esordito con la nazionale cinese giocando l'incontro perso 2-0 contro il Giappone, valido per le qualificazioni al campionato mondiale di calcio 2022.

## Statistiche

### Presenze e reti nei club
Statistiche aggiornate al 2 febbraio 2022.
| Stagione        | Squadra         | Campionato      | Campionato | Campionato | Coppe nazionali | Coppe nazionali | Coppe nazionali | Coppe continentali | Coppe continentali | Coppe continentali | Altre coppe | Altre coppe | Altre coppe | Totale | Totale |
| Stagione        | Squadra         | Comp            | Pres       | Reti       | Comp            | Pres            | Reti            | Comp               | Pres               | Reti               | Comp        | Pres        | Reti        | Pres   | Reti   |
| --------------- | --------------- | --------------- | ---------- | ---------- | --------------- | --------------- | --------------- | ------------------ | ------------------ | ------------------ | ----------- | ----------- | ----------- | ------ | ------ |
| 2017-2018       | Bury            | FL1             | 8          | 0          | FACup+CdL       | 0+1             | 0               |                    | -                  | -                  | FLT         | 2           | 1           | 11     | 1      |
| gen.-giu. 2019  | Jong Utrecht    | EED             | 12         | 0          |                 | -               | -               |                    | -                  | -                  |             | -           | -           | 12     | 0      |
| 2020            | Shenzhen        | CSL             | 17         | 1          | CC              | 0               | 0               |                    | -                  | -                  |             | -           | -           | 17     | 1      |
| 2021            | Shenzhen        | CSL             | 19         | 3          | CC              | 4               | 0               |                    | -                  | -                  |             | -           | -           | 23     | 3      |
| Totale carriera | Totale carriera | Totale carriera | 56         | 4          |                 | 5               | 0               |                    | -                  | -                  |             | 2           | 1           | 63     | 5      |

### Cronologia presenze e reti in nazionale
| Cronologia completa delle presenze e delle reti in nazionale ― Cina | Cronologia completa delle presenze e delle reti in nazionale ― Cina | Cronologia completa delle presenze e delle reti in nazionale ― Cina | Cronologia completa delle presenze e delle reti in nazionale ― Cina | Cronologia completa delle presenze e delle reti in nazionale ― Cina | Cronologia completa delle presenze e delle reti in nazionale ― Cina | Cronologia completa delle presenze e delle reti in nazionale ― Cina | Cronologia completa delle presenze e delle reti in nazionale ― Cina |
| Data                                                                | Città                                                               | In casa                                                             | Risultato                                                           | Ospiti                                                              | Competizione                                                        | Reti                                                                | Note                                                                |
| ------------------------------------------------------------------- | ------------------------------------------------------------------- | ------------------------------------------------------------------- | ------------------------------------------------------------------- | ------------------------------------------------------------------- | ------------------------------------------------------------------- | ------------------------------------------------------------------- | ------------------------------------------------------------------- |
| 27-1-2022                                                           | Saitama                                                             | Giappone                                                            | 2 – 0                                                               | Cina                                                                | Qual. Mondiali 2022                                                 | -                                                                   | 64’                                                                 |
| 1-2-2022                                                            | Hanoi                                                               | Vietnam                                                             | 3 – 1                                                               | Cina                                                                | Qual. Mondiali 2022                                                 | -                                                                   | 67’                                                                 |
| 24-3-2022                                                           | Sharja                                                              | Arabia Saudita                                                      | 1 – 1                                                               | Cina                                                                | Qual. Mondiali 2022                                                 | -                                                                   | 46’                                                                 |
| 29-3-2022                                                           | Mascate                                                             | Oman                                                                | 2 – 0                                                               | Cina                                                                | Qual. Mondiali 2022                                                 | -                                                                   |                                                                     |
| 20-7-2022                                                           | Toyota                                                              | Corea del Sud                                                       | 3 – 0                                                               | Cina                                                                | Coppa dell'Asia orientale 2022 - fase finale                        | -                                                                   | 62’                                                                 |
| 24-7-2022                                                           | Toyota                                                              | Giappone                                                            | 0 – 0                                                               | Cina                                                                | Coppa dell'Asia orientale 2022 - fase finale                        | -                                                                   |                                                                     |
| 27-7-2022                                                           | Toyota                                                              | Hong Kong                                                           | 0 – 1                                                               | Cina                                                                | Coppa dell'Asia orientale 2022 - fase finale                        | -                                                                   | 57’                                                                 |
| 10-10-2023                                                          | Dalian                                                              | Cina                                                                | 2 – 0                                                               | Vietnam                                                             | Amichevole                                                          | -                                                                   | 45’                                                                 |
| 16-11-2023                                                          | Bangkok                                                             | Thailandia                                                          | 1 – 2                                                               | Cina                                                                | Qual. Mondiali 2026                                                 | -                                                                   | 77’                                                                 |
| 21-11-2023                                                          | Shenzhen                                                            | Cina                                                                | 0 – 3                                                               | Corea del Sud                                                       | Qual. Mondiali 2026                                                 | -                                                                   | 46’                                                                 |
| 29-12-2023                                                          | Abu Dhabi                                                           | Oman                                                                | 2 – 0                                                               | Cina                                                                | Amichevole                                                          | -                                                                   | 71’                                                                 |
| 1-1-2024                                                            | Abu Dhabi                                                           | Hong Kong                                                           | 2 – 1                                                               | Cina                                                                | Amichevole                                                          | -                                                                   | 46’                                                                 |
| 13-1-2024                                                           | Doha                                                                | Tagikistan                                                          | 0 – 0                                                               | Cina                                                                | Coppa d'Asia 2023 - 1º turno                                        | -                                                                   | 72’                                                                 |
| 17-1-2024                                                           | Doha                                                                | Libano                                                              | 0 – 0                                                               | Cina                                                                | Coppa d'Asia 2023 - 1º turno                                        | -                                                                   |                                                                     |
| Totale                                                              |                                                                     | Presenze                                                            | 14                                                                  |                                                                     | Reti                                                                | 0                                                                   |                                                                     |